# Berkate
Berkate ist eine osttimoresische Siedlung im Suco Bereleu (Verwaltungsamt Lequidoe, Gemeinde Aileu).

## Geographie und Einrichtungen
Das Dorf (Bairo) Berkate liegt an der Hauptstraße des Sucos Bereleu, auf einer Meereshöhe von 1004 m. Die Gebäude auf der Nordseite der Straße gehören zur Aldeia Lebumetan, auf der Südseite zur Aldeia Tataresi, wo sich die Siedlung weiter ausdehnt und das Ortszentrum liegt. Direkt westlich schließt sich das Dorf Lebumetan an, östlich befindet sich das Dorf Lebutu. Südlich fließt der Pahikele, ein Nebenfluss des Nördlichen Laclós.